# Кочевський Никифор Григорович
Никифор Григорович Кочевський (1854 – після 1916) – вчитель, станичний отаман, депутат Державної думи I скликання від Кубанської області та Чорноморської губернії.

## Біографія
Православний, кубанський козак. Випускник учительської семінарії та понад 12 років служив народним учителем. Обіймав посаду чиновника за Кубанського обласного правління. Протягом шести років, з 1892 по 1898 рік, був станичним отаманом станиці Брюховецької. Протягом 9 років (1898–1906) був членом Катеринодарської міської управи. 5 років виконував посаду міського голови Катеринодара. У 1898 — член правління (скарбник) Кубанського товариства споживачів. 1899-1902 — член Комісії із завідування міським цвинтарем при Катеринодарському міському управлінні, в 1903-1907 — голова тієї ж комісії. У 1903 — голова Лікарсько-санітарної ради. У 1904-1905 - член Катеринодарської повітової військової присутності.
26 травня 1906 р. обраний до Державної думи I скликання від з'їзду уповноважених від козацьких станиць Кубанської області. Увійшов до Конституційно-демократичної фракції. Виступив у Думі з приводу мобілізації козацьких військ.

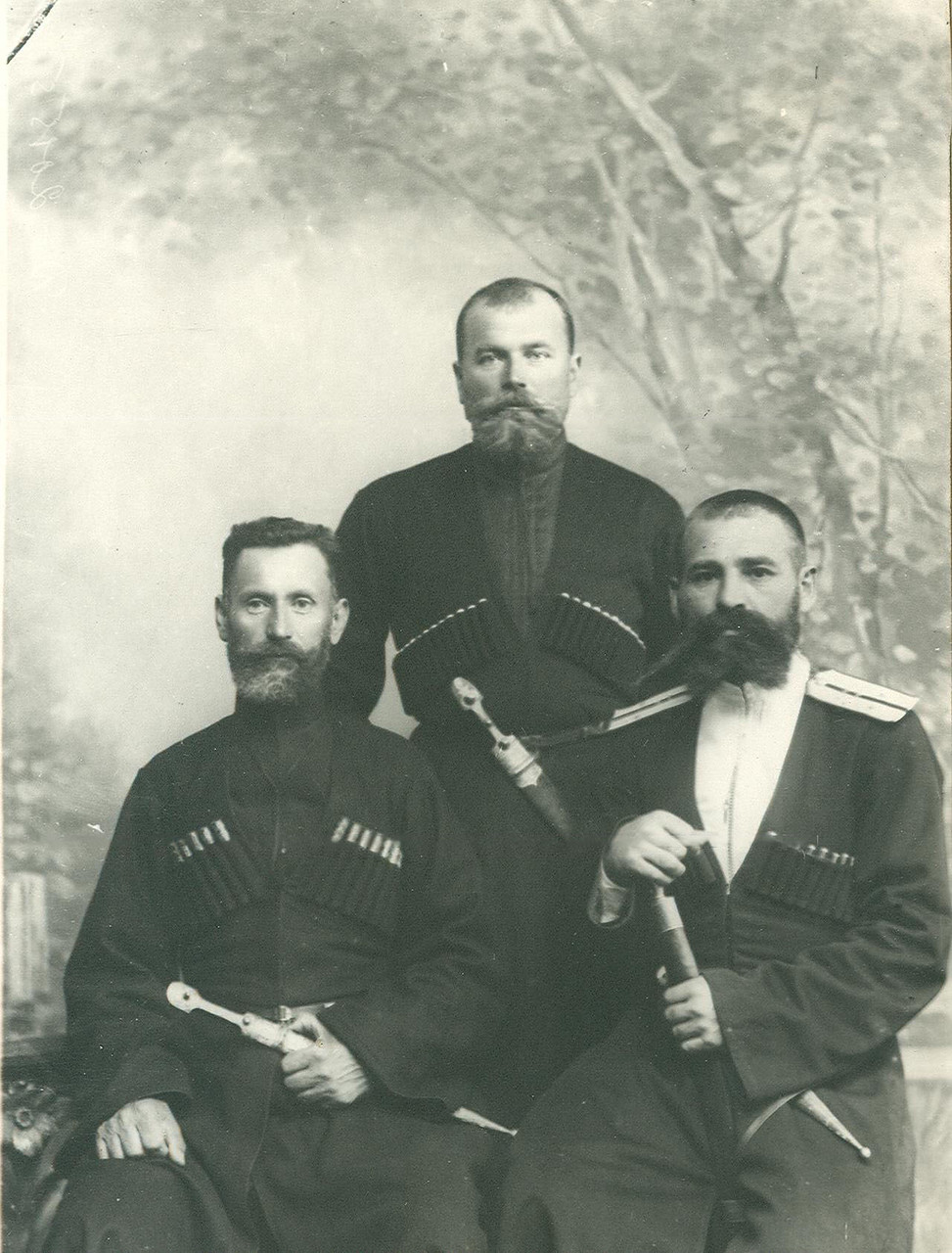
Депутати 1-ї Думи кубанські козаки: Никифор Кочевський, Петро Гришай та Кондрат Бардіж.

- У 1907 році — голова Комісії з влаштування та завідування міською аптекою Катеринодара.
- У 1909 - 1911 роках — товариш директора Катеринодарського міського громадського банку.
- У 1909 - 1914 роках — член опікунської ради Катеринодарської 2-ї жіночої гімназії, член правління Катеринодарського благодійного товариства.
- У 1912 — член правління Кубанського виправного притулку.
- У 1912 — 1916 роках - почесний член піклування Кубанського військового притулку для дівчат  .

Подальша доля та дата смерті невідомі.

### Звання
- 1908 — титулярний радник
- 1913 - 1914 — колезький асесор
- 1915 - 1916 — надвірний радник.